# Davul

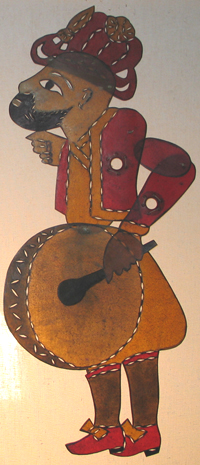
Karagöz con Davul

Il Davul, chiamato anche dahol, è un tamburo cilindrico a due pelli comune in tutta l'area orientale. In Iran e in Afghanistan si chiama dohol; nell'Europa orientale, dove è usato principalmente nella musica popolare nella penisola balcanica, si chiama tapan, tupan (in bulgaro Тъпан), daoúli (in greco antico: νταούλι?), daullja o tupani in albanese. Il davul turco ha un corpo in legno piatto coperto da due diverse pelli. Il suonatore lo porta con una cinghia sopra la spalla sinistra. La pelle più alta sul lato sinistro è colpita da una frusta sottile (çubuk), la pelle inferiore sulla destra con un martello massiccio (tokmak). Il davul è spesso suonato insieme allo strumento a doppia canna zurna. Entrambi gli strumenti accompagnano anche la danza popolare orientale Halay. La combinazione di un tamburo a tubo e uno strumento a fiato di tipo surnai è presente in molti paesi asiatici. Attraverso la musica dei giannizzeri esso è arrivato come grande tamburo nella musica militare e orchestrale occidentale. Nell'invenzione della batteria jazz, è stato preso a modello per il tamburo basso.

## Etimologia

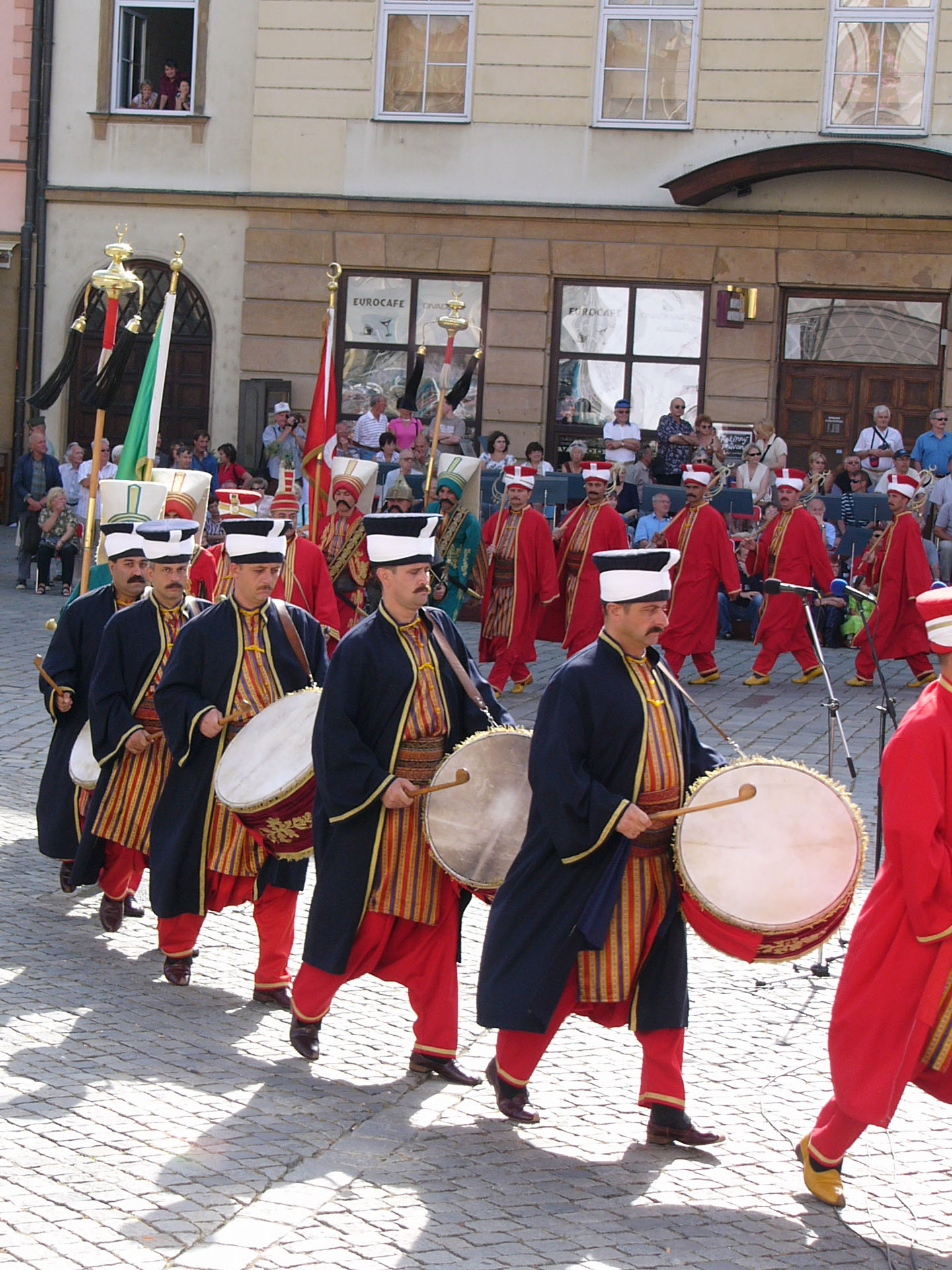
Davul in una Mehterhâne

I nomi di molti tamburi orientali e medioevali risalgono al termine arabo generale ṭabl per i tamburi. Gli storici ottomani hanno fatto derivare davul  da ṭabl attraverso il termine ottomano ṭabıl. La parola in un testo dell'Asia centrale dell'XI secolo per un tamburo percosso durante la caccia con il falcone veniva letta tovil o tovul. I tamburi persiani sono di conseguenza chiamati duhul. Il  tamburo a cilindro dawula veniva sospeso sopra la spalla come il tamburo turco. Appariva nelle cerimonie religiose, un rapporto del 1957 descrive il tamburo in relazione a una cerimonia esorcistica chiamata tovil. In precedenza, il davul dell'Asia centrale era considerato il tamburo degli sciamani. Il nome del tamburo arabo deriva attraverso il termine aramaico tabla dalla parola accadica tabālu, che risale all'VIII secolo a.C.. Non si dice nulla sull'origine dello strumento, perché il significato della parola tabālu non è chiaro. I tamburi mesopotamici conosciuti attraverso raffigurazioni come il lilissu accadico e il balaggu sumero (ancora più antico) apparentemente non erano precursori del davul.